# 에게르트 마그누손
에게르트 마그누손(Eggert Magnússon, 1947년 2월 20일 ~ )은 아이슬란드의 사업가로 아이슬란드 축구 협회의 회장과 잉글랜드 프리미어리그의 웨스트 햄 유나이티드 FC의 전 구단주를 지냈다.
그는 현재 아이슬란드 축구 협회의 회장이며, 과거 UEFA의 집행위원장이기도 했다. 2006년 10월 잉글랜드 프리미어리그의 하위권 팀이자 빚더미에 앉아 있던 웨스트 햄 유나이티드 FC를 1550억 원에 인수하였고, 랜즈뱅키 은행의 브요르골프 구드문손과 공동 구단주 체제로 운영해갔다.
그러나 2009년 아이슬란드의 경제 위기로 결국 파산해 웨스트 햄 유나이티드를 클라크 헌트에게 팔아넘겼다.

## 같이 보기
- 웨스트 햄 유나이티드 FC